# Heracleum freynianum
Heracleum freynianum är en flockblommig växtart som beskrevs av Carlo Pietro Stefano Stephen Sommier och Emile Emilio Levier. Heracleum freynianum ingår i släktet lokor, och familjen flockblommiga växter. Inga underarter finns listade i Catalogue of Life.